# Dumb-Hounded
«Преследуемый» или «Друпи — охотник за преступником» (англ. Dumb-Hounded) — короткометражный мультипликационный комедийный фильм, выпущенный в 1943 году компанией Metro-Goldwyn-Mayer. Режиссёр Текс Эвери, продюсер Фред Куимби.
Первый фильм с участием персонажа по имени «Happy Hound» — (англ. «счастливый пёс»), позднее переименованного в Друпи (англ. droopy — букв. «унылый») — миниатюрного спокойного и неторопливого пса, который медленно передвигается и всегда говорит тихим унылым голосом, при этом в конце фильма неизменно оказывается в абсолютном выигрыше. Второй фильм с участием персонажа по имени Волк.

## Сюжет
Из тюрьмы под названием «Swing Swing Prison» (отсылка к известной тюрьме максимально строгого режима Синг-Синг) сбегает опасный преступник Волк. По его следу пускают стаю псов-ищеек, в том числе Друпи. Волк сперва не воспринимает этого флегматичного коротышку всерьёз и рассчитывает легко уйти от преследования, но вскоре оказывается, что Друпи не так прост как выглядит, и сбросить его со следа крайне сложно (если вообще возможно).